# MPM (航空)
MPMとは、英語: Maximum Permitted Mileage（マクシマム・パーミッテド・マイレージ）の略で、指定空港間の航空券で、追加料金無しで最大経由可能な距離のことである。

## 概要
MPMは空港間の実際の航空便（直行便）が、乗りたい日に必ずしも運航されていないこと、また代替的に近隣の空港を使用しても大きな問題は無いことなどから顧客の便宜のため用意されているサービスである。
MPMに対して、指定空港間の直行距離をTPM（Ticketed Point Mileage）という。MPMは通常TPMの1.2倍程度に取られているが、地方空港などで、実際に経由する時にどうしても遠い大都市空港を経由せざるを得ないような場合に、かなり大きめにとられている場合もある。
旅慣れた人の中には航空会社の運営するマイレージサービスのポイント稼ぎも兼ねて、この余裕分の距離を積極的に利用し、遠回りの旅行を楽しむ人たちもいる。
なお、特定の区間内で指定された経由地を経由する場合はMPMによる計算を行わない場合もある。

### 航空運賃計算で使用するその他の距離単位
TPM (Ticketed Point Mileage)
「基本区間マイル」とも言う。指定空港間の直行距離。
STPM
TPMの合計。

## 実例
（運賃規則はIATA公示普通運賃ベースであり、割引運賃等は考慮しない。また途中降機（24時間以上の滞在）は無いものとする。）
例えば、成田国際空港からチャンギ国際空港（シンガポール）へ向かうこととする。この区間TPMは3,312マイル（IATA-TPM,2010年版）である。
その途中、クアラルンプール国際空港（マレーシア）を経由することとした。TPMはNRT→KUL→SINで3,534マイルとなる。
3,312の1.2倍以内に収まっているため、航空券の代金を変更することなく、クアラルンプール経由とすることができる。
なお、クアラルンプールでのストップオーバーは、HIP(Higher Intermediate Pint) および HIF (Higher intermediate Fare) が発生せず、CTM(Circle Trip Minimum Fare、最低限度額運賃) を超えていれば可能である。